# Тони Бюзан
Тони Бюзан (на английски: Tony Buzan) е британски психолог, автор на методика за запомняне, творчество и организация на мисленето, наречена „мисловна карта“ (mind map).

## Биография
Тони Бюзан завършва през 1964 г. Университета на Британска Колумбия. Изучава психология, английски език, математика и обща наука, като резултатите му по тези дисциплини са отлични. От 1969 до 1971 г. е редактор на международното списание на Менса Mensa International.
Бестселърите му го правят един от най-преуспелите автори в света. Превеждат се и се публикуват в над 100 страни на поне 30 езика.